# アンティ・ケラーラ
アンティ・ケラーラ (フィンランド語: Antti Kerälä、1987年2月3日-) は、フィンランド共和国カンタ＝ハメ県ハットゥラ出身のプロアイスホッケー選手である。ポジションはセンター。

## 経歴
かつてHPK、ユクリット、およびカルパでプレイしていた。
2014年6月3日にポリン・アサットと1年契約を結んだ。
2019年9月、同郷のイェレ・ラクソネンの後任として、短期契約でESVカウフボイレンに移籍した。
2020年4月に契約終了を発表した。
2020年7月14日にアジアリーグアイスホッケーのH.C.栃木日光アイスバックスに移籍した。
2021年5月20日に退団した。

## 脚註
1. ↑  “2010-11 Scoring for Jokerit Helsinki (SM-liiga)”.   hockeydb.com (2012年1月1日). 2012年1月1日閲覧。
2. ↑  “Assat agree to terms with attacker Kerala” (Finnish).  Ässät (2014年6月3日). 2014年8月13日時点のオリジナルよりアーカイブ。2014年6月3日閲覧。
3. ↑  Tuomala, Toni. “Jokereiden takavuosien superketjun sentteri vapaille markkinoille – ura ei jatku Saksassa”. suomikiekko.com.   Nordic Sport Media. 2020年7月10日閲覧。
4. ↑  『アンティ・ケラーラ選手入団へ』（プレスリリース）日光アイスバックス、2020年7月14日。2020年9月13日閲覧。
5. ↑  “アンティ・ケラーラ選手 退団のお知らせ”. 【H.C.栃木日光アイスバックス】公式サイト (2021年5月20日). 2022年3月20日閲覧。